# TransJakarta

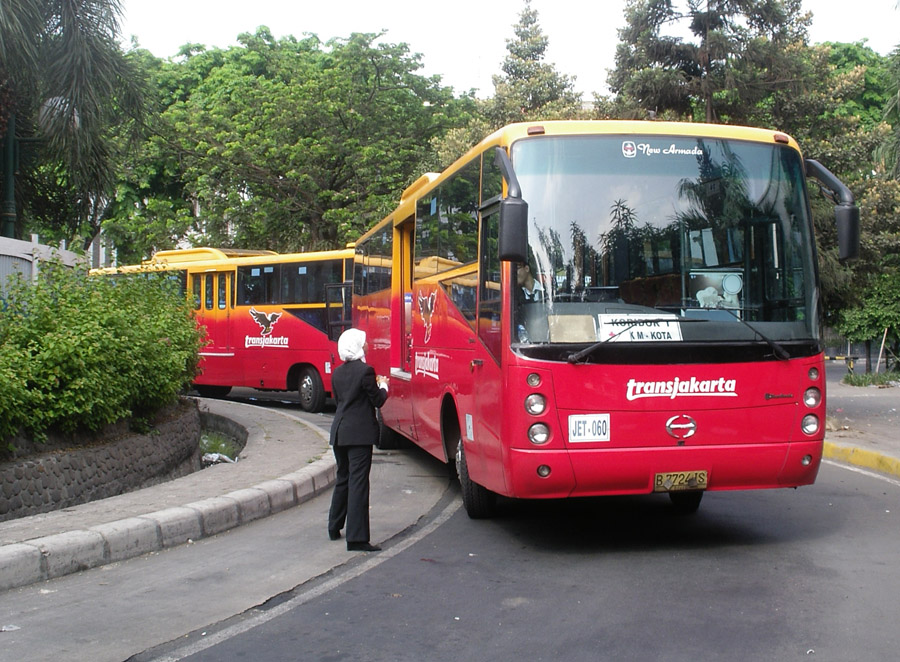
Ein TransJakarta-Bus an der Endhaltestelle Stasiun Kota Jakarta mit Fahrerin in Uniform davor.

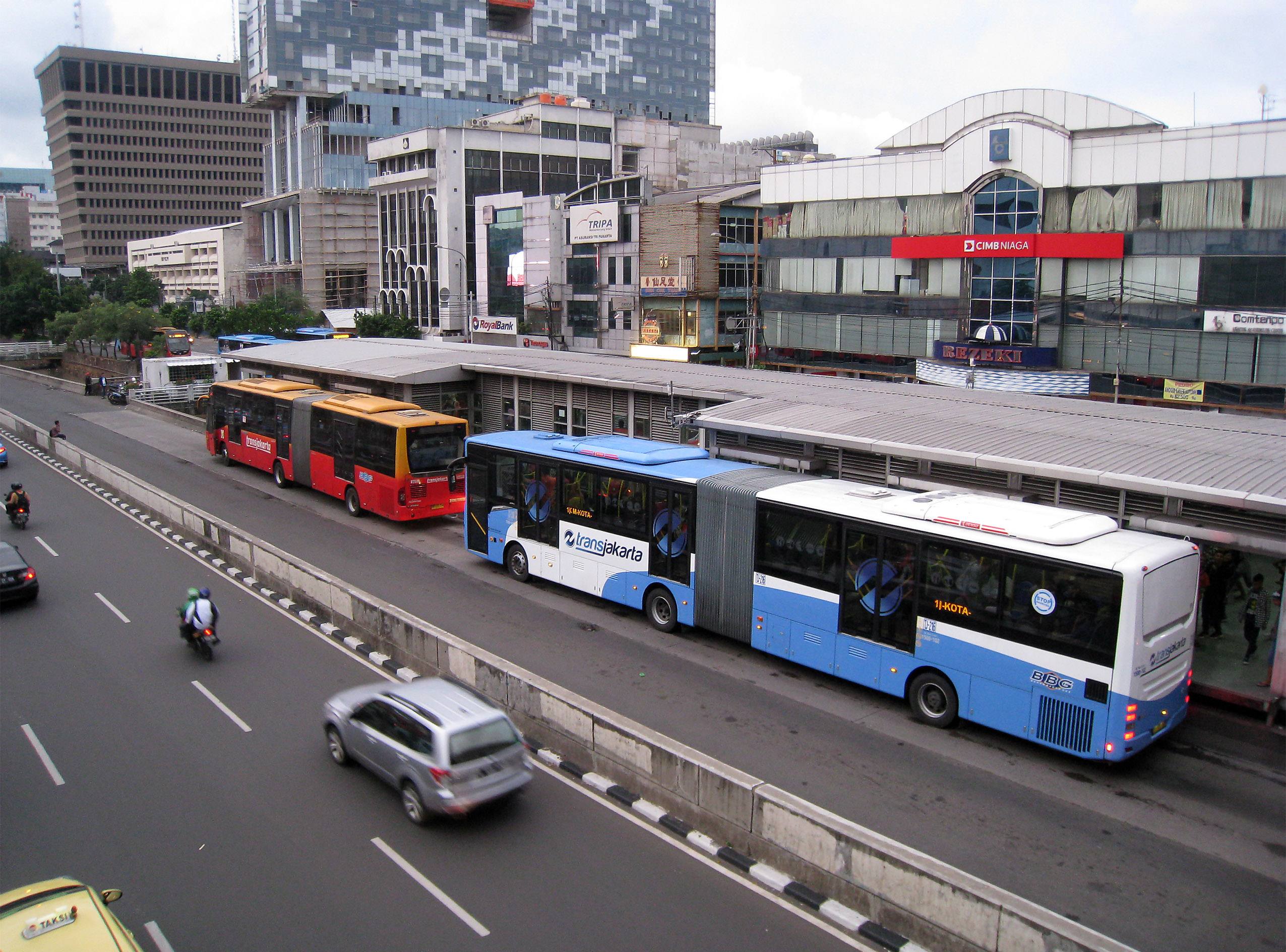
Ansicht der Busspur in der Harmoni Central Busway.

TransJakarta (kurz TJ /ti:dʒæɪ/) ist das in Jakarta installierte Busway-System. Es ist dem in Bogotá sehr erfolgreich eingeführten TransMilenio-System nachempfunden und befindet sich derzeit im konsequenten Ausbau.

## Überblick

### Geschichte
Die erste TransJakarta-Linie, der sogenannte Korridor I, von Stasiun Kota Jakarta (Bahnhof Kota) zum Blok M (ein Busbahnhof mit angegliedertem Einkaufszentrum) wurde mit ihren 12,9 Kilometern am 15. Januar 2004 eröffnet. Während der ersten beiden Wochen wurde auf der Linie Freifahrt gewährt, so dass der kommerzielle Betriebsbeginn mit dem 1. Februar 2004 zu datieren ist. Es gab einige Einführungsprobleme, wie einen Bus, der mit dem Dach eine Eisenbahnunterführung rammte. Ebenso gab es immer wieder technische Probleme, wie nicht funktionierende Türen oder defekte Haltewunsch-Knöpfe. Aber auch konzeptionelle Probleme mussten bewältigt werden: so wurden die Busse z. B. auf die Größe von Europäern ausgelegt, so dass die meisten der Haltegriffe von den kleineren Indonesiern nicht erreicht werden konnten. Die meisten dieser Probleme sind mittlerweile gelöst, und TransJakarta hat sich zu einem großen Erfolg entwickelt. Seit dem 21. April 2005 werden bei TransJakarta auch Frauen als Fahrer angestellt, die auf der islamisch geprägten Insel Java Kopftuch tragen müssen.
Die zweite Linie, der Korridor II, die vom gemeinsamen Umsteigepunkt Harmoni zum im Osten von Jakarta liegenden Busbahnhof Terminal Pulogadung führt, wurde am 15. Januar 2006 eröffnet. Zum gleichen Datum wurde auch die dritte Linie, der Korridor III, vom westlich gelegenen Terminal Kalideres über Harmoni zum Pasar Baru (eine wichtige Einkaufsstraße) eröffnet. Die Korridore IV-VII wurden am 27. Januar 2007 offiziell eingeweiht und nahmen einen Tag später den regulären Betrieb auf. Anders als bei der Eröffnung des Korridors I gab es keine Gratistickets. Am 21. Februar 2009 folgte dann der Korridor VIII, am 31. Dezember 2009 der Korridor IX und am 18. März 2011 der Korridor X.
Der Korridor XI zwischen Pulogebang und Kampung Melayu öffnet im Jahr 2011 gefolgt vom Korridor XII zwischen Penjaringan und Tanjung Priok öffnet 2013. Die bislang letzte Strecke, Korridor XIII zwischen Tendean und Ciledug, öffnet 2017. Diese verläuft zum Großteil auf einem Viadukt und ist damit eine Besonderheit. Somit sind derzeit dreizehn TransJakarta-Linien in Betrieb.

### Fahrgastzahlen

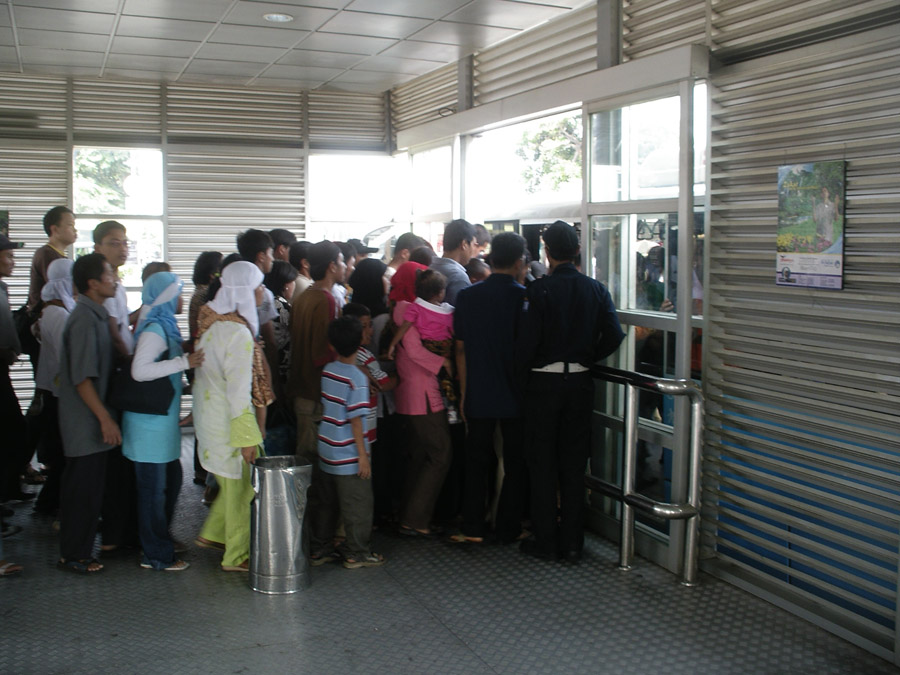
Während der Hauptverkehrszeiten kommt es in den Haltestellen regelmäßig zu starkem Gedränge.

Zum Ende des zweiten Betriebsjahres 2005 wurden 65.000 Fahrgäste/Tag gezählt. Diese Zahl verdoppelte sich fast in nur einem Vierteljahr auf 120.000 Fahrgäste/Tag im März 2006. Hierbei wiesen vor allem die Korridore II und III (also die Ost-West-Achse) besonders hohe Fahrgastzuwächse auf, wohingegen der Korridor I (die Nord-Süd-Achse) einen eher mäßigen Fahrgastzuwachs hatte. Das projektierte Fahrgastziel des bislang eröffneten Netzes liegt bei 260.000 Fahrgästen/Tag.

### Erreichte Ziele
TransJakarta ist sowohl bei den Entscheidungsträgern wie auch bei den Fahrgästen als höchst effizient und komfortabel anerkannt, so dass in Jakarta Einigkeit besteht, dass ein weiterer Ausbau sinnvoll ist.
Das System hat nicht nur zu wesentlich höheren Reisegeschwindigkeiten im ÖPNV geführt, sondern es konnten auch einige hundert Busse abgelöst werden, die sich die meiste Zeit nur in Staus befanden und deshalb auch für die Betreiber höchst ineffizient waren. Die Umweltbelastung entlang der bislang realisierten Korridore hat sich verbessert: zum einen wurden die alten Dieselbusse durch die mit wesentlich besserer Motortechnologie ausgestatteten TransJakarta-Busse abgelöst und zum anderen entstehen nun im restlichen Verkehr weniger Staus, da die früheren Busse, die an den unmöglichsten Stellen Fahrgäste aufgenommen und abgesetzt haben, nicht mehr verkehren.
Teilweise wird das TransJakarta-System aber auch bereits wegen seines Erfolges angegriffen: da die Busse in den meisten Zeiten wesentlich schneller vorankommen als der Verkehr auf den anderen Fahrstreifen, gab es bereits mehrere Proteste, Kundgebungen und Straßensperrungen von Taxi- und Kleinbusfahrern, die befürchten, dass ihnen durch die TransJakarta-Busse das Geschäft gemindert wird.

## Betrieb

### Fahrwegseitige Infrastruktur

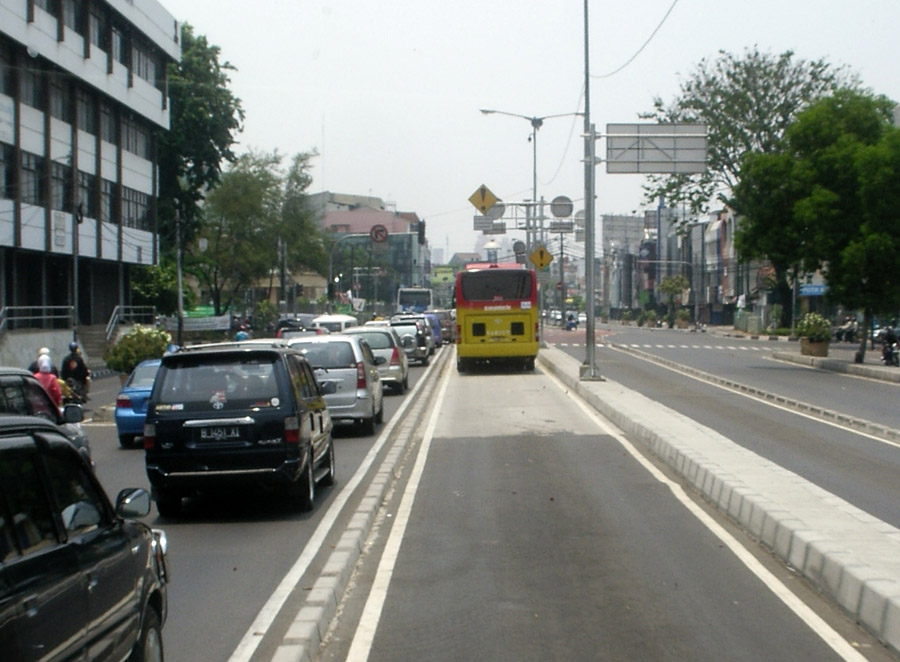
Auf gesonderten Spuren können die Busse ungehindert an Verkehrsstaus vorbeifahren.

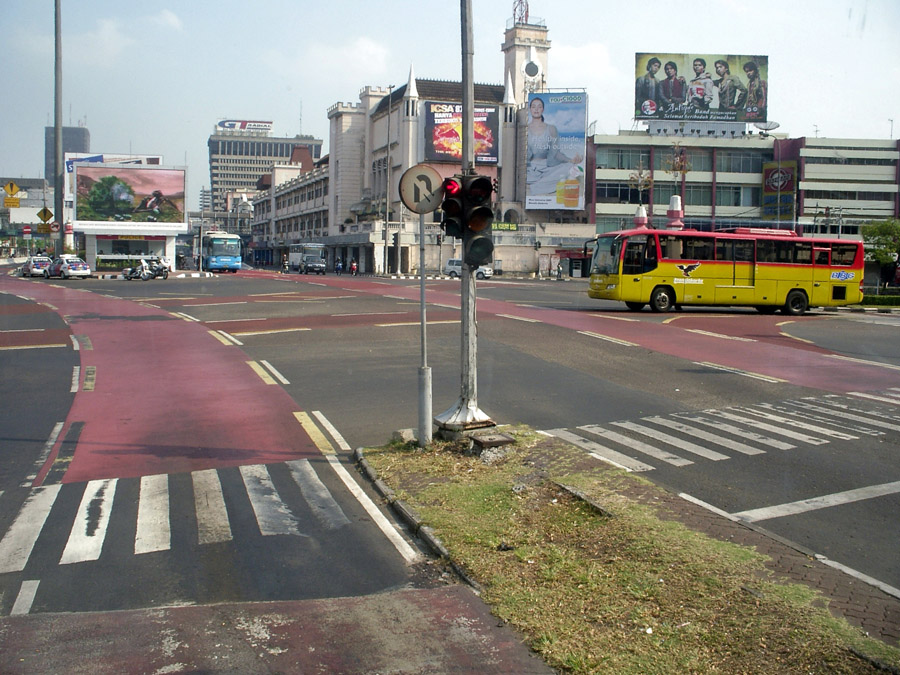
An Kreuzungen und auf freier Strecke werden die Busway-Spuren mit rotem Asphalt abmarkiert.

Das wesentliche Element des TransJakarta-Systems beruht auf eigenen Fahrspuren für die Busse. Diese sind durch hohe Randsteine von der Fahrbahn für die anderen Kraftfahrzeuge abgetrennt, so dass die Busse im von sehr vielen Staus geprägten Verkehr von Jakarta ungehindert vorankommen. Diese Busspuren sind deutlich mit „Khusus Busway“ (Sonder-Busspur) gekennzeichnet. Auf den Kreuzungen sind die TransJakarta-Fahrbahnen durch roten Asphalt abmarkiert, der die Autofahrer darauf hinweisen soll, diese Flächen nicht zu blockieren.
Es gibt allerdings auch einige, meist nur wenige hundert Meter lange Stellen, in denen es zum Mischverkehr mit dem Individualverkehr kommt. Diese Stellen (vor allem die Einmündungen in die normale Fahrbahn) und die nicht für die TransJakarta-Busse priorisierten Ampeln an den wenigen Kreuzungen bilden augenfällige Schwachpunkte des Systems. Sie führen immer wieder zu betrieblichen Verzögerungen und zu langen Fahrzeugkolonnen. Die Busse stauen sich auf und es kommt zur Pulkbildung, was den Betrieb in der Folge in einen noch labileren Zustand versetzt. Den zentralen Umsteigepunkt des Systems bildet die Haltestelle Harmoni. Diese ist – wie viele andere Haltestellen auch – über einen der Kanäle Jakartas gebaut und bietet bislang Anschluss auf alle Linien. Die Haltestelle selbst ist allerdings zu klein ausgelegt. Fahrgäste drängen sich hier nicht nur zu den Stoßzeiten, und der Umsteigevorgang durch die Haltestelle ist durch die vielen Menschen im engen Bauwerk sehr beschwerlich. Im gesamten TransJakarta-System gilt ein Einheitstarif von 3.500 Rupien (ca. 0,20–0,30 Euro). Es kann in allen Haltestellen, die von mehreren Buslinien angefahren werden, ohne Lösung eines weiteren Tickets umgestiegen werden.

### Fahrzeuge

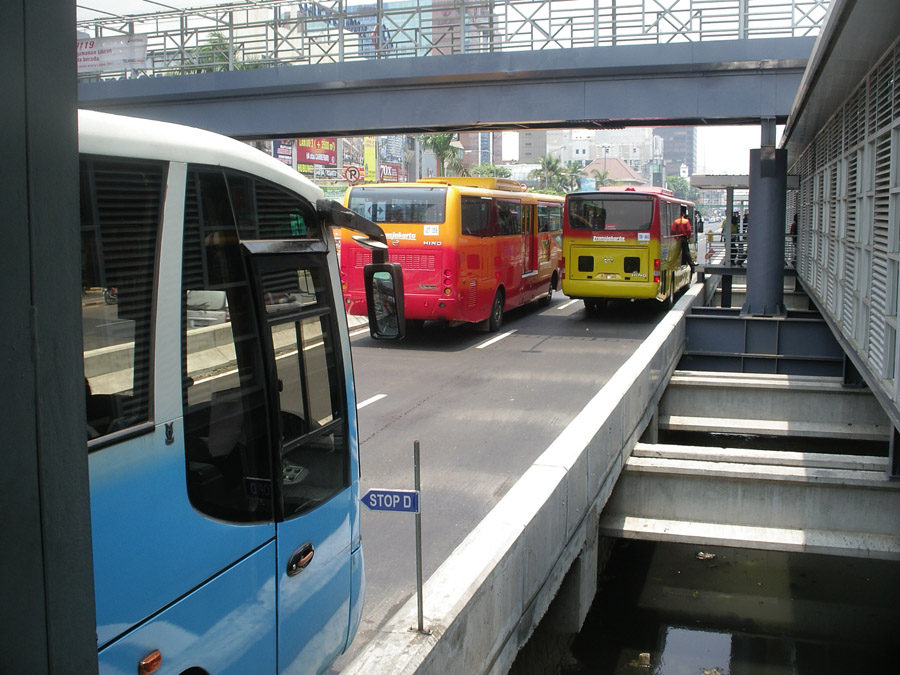
Der zentrale Umsteigepunkt Harmoni wurde über einem Kanal aufgebaut. Auf den Bussen sind die drei aktuellen Farblackierungen zu sehen.

Die Busse besitzen Hochflur-Türen, so dass sie nur an speziellen, mit Hochbahnsteigen ausgestatteten Haltestellen zum Fahrgastwechsel anhalten können. Da sich diese Haltestellenanlagen an beiden Fahrzeugseiten befinden, gibt es auf beiden Fahrzeugseiten eine Türe. Die Fahrzeuge sind vollklimatisiert und befinden sich dank entsprechender Wartung in einem für indonesische Verhältnisse ausgesprochen guten Zustand. Es handelt sich meist um Standardbusse und teilweise kommen moderne Gelenkbusse zum Einsatz, die in der jeweiligen Linienfarbe lackiert sind:
- rot: Korridor I (Stasiun Kota Jakarta – Harmoni – Blok M)
- blau: Korridor II (Harmoni – Terminal Pulogadung)
- gelb: Korridor III (Pasar Baru – Harmoni – Terminal Kalideres)
- orange: Korridor IV/VII (Ancol Terminal Kp. Melayu – Kp. Rambutan)

Auf der Lackierung aufgebracht ist der charakteristische TransJakarta-Schriftzug und das Maskottchen Jakartas (ein Brahminenweih (haliastur indus), der drei Salakfrüchte in seinen Klauen davonträgt). Die Fahrerinnen und Fahrer tragen alle Uniform. In den Bussen befindet sich außerdem noch jeweils ein Fahrzeugbegleiter, der keine Uniform, sondern nur eine Windjacke und eine Mütze mit dem TransJakarta-Logo trägt.

### Hohe Reisegeschwindigkeit

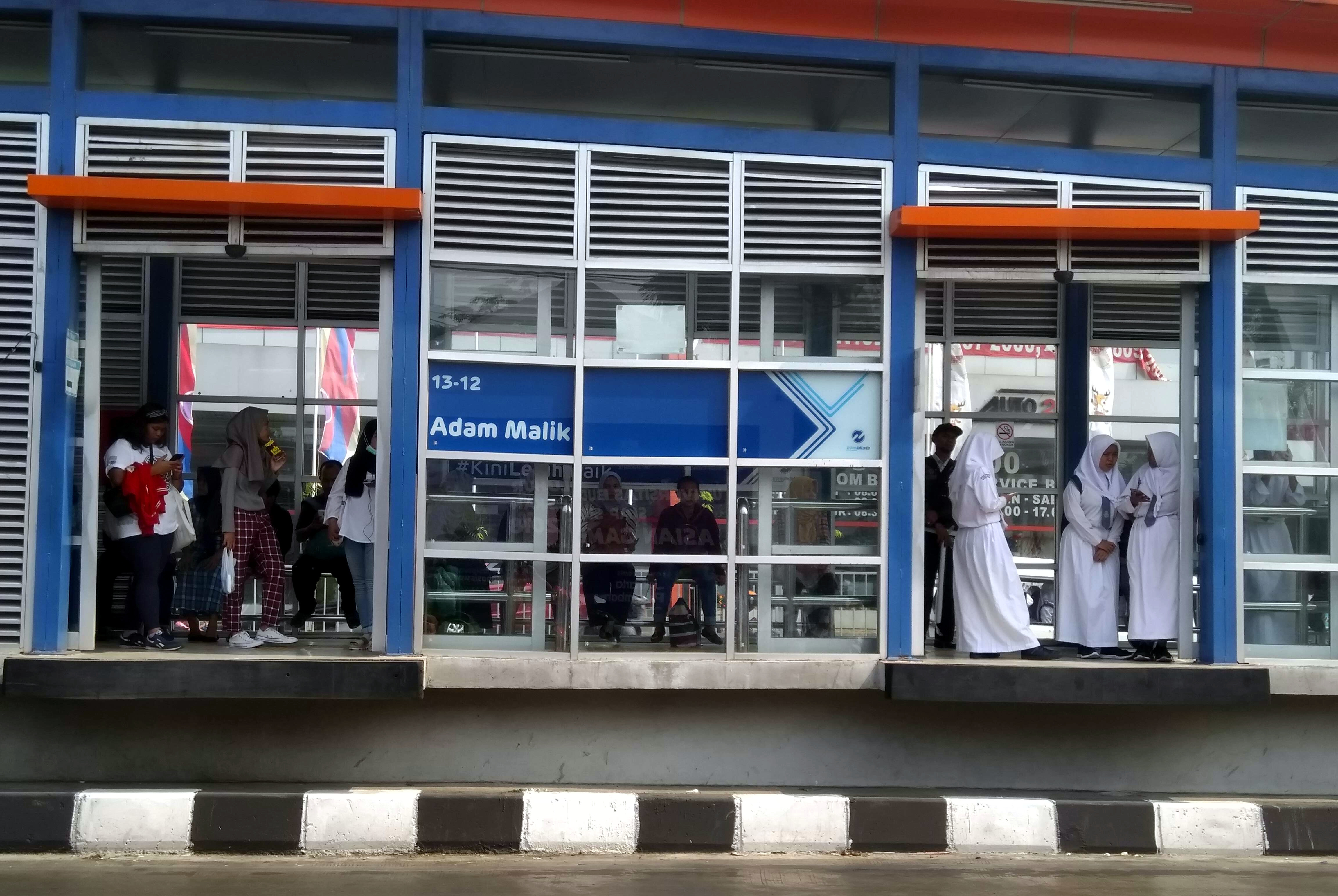
Die Haltestelle Adam Malik. Vorne rechts befindet sich die Glasschiebetür, die sich bei Annäherung des Busses automatisch öffnet.

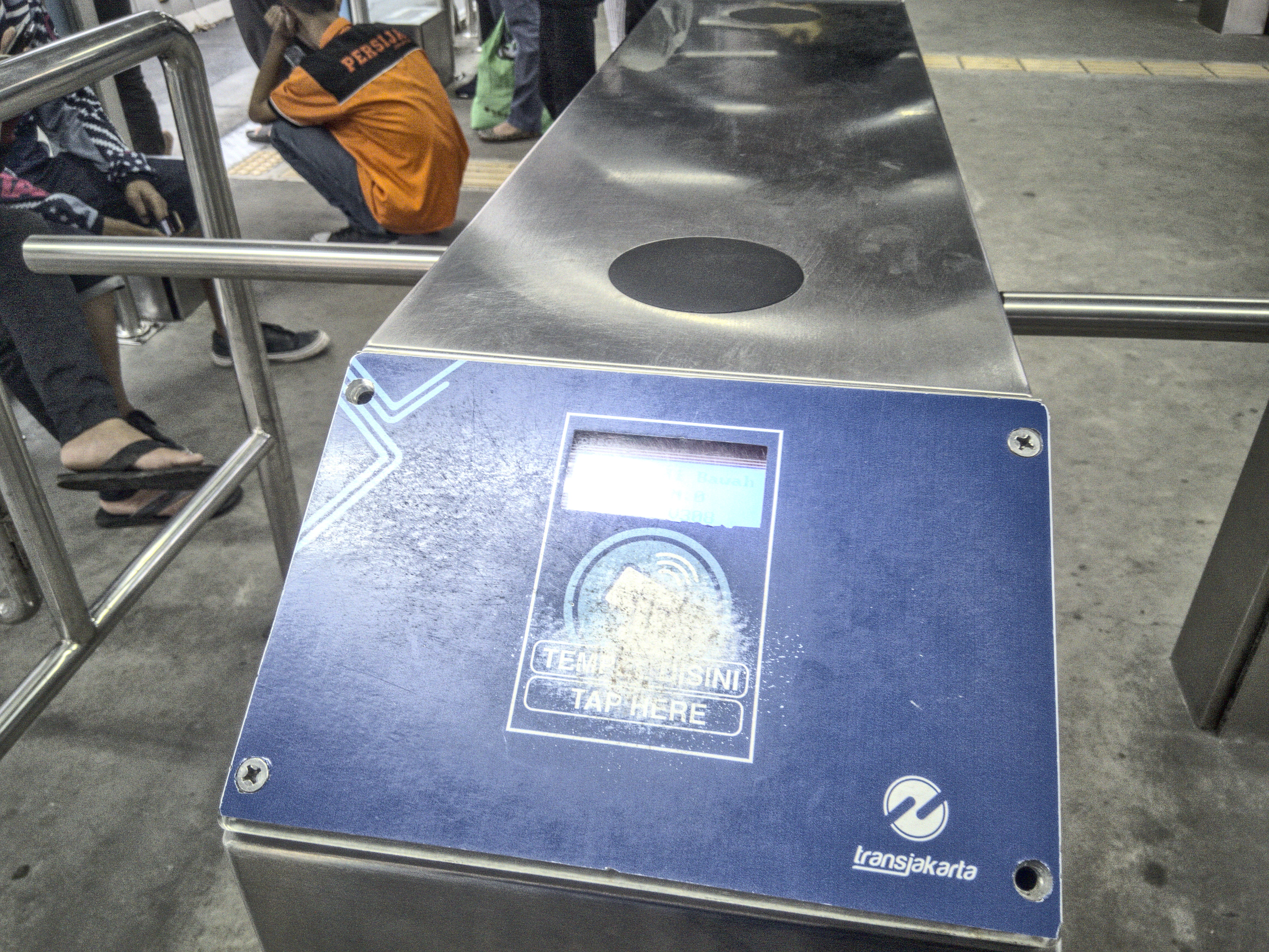
Ein typischer Halt: Vom Fußgängerüberweg kommend, tippen Sie sofort im Drehkreuz auf Ihre Chipkarte, um den Warteraum zu betreten.

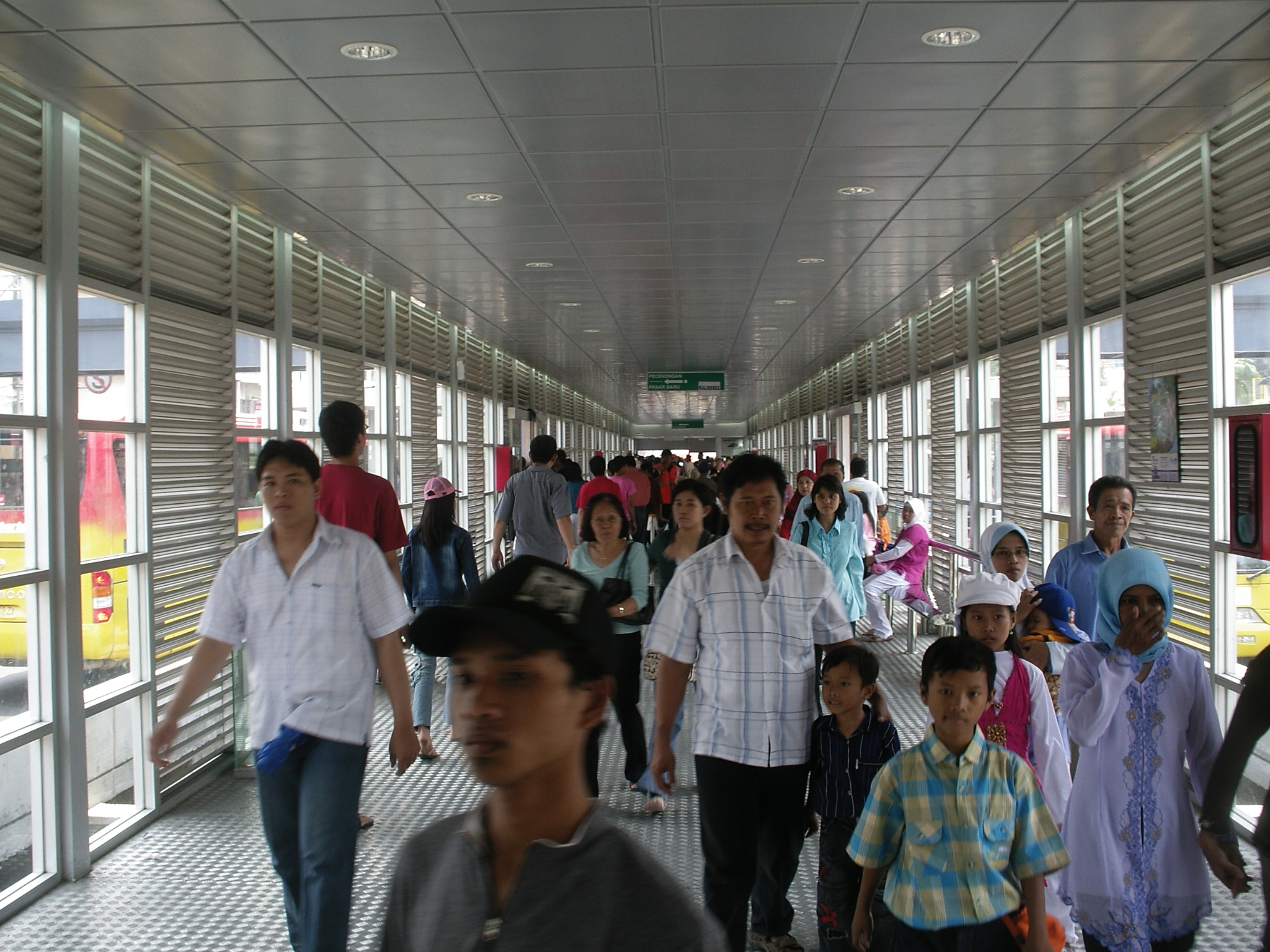
Innenansicht der zentralen Umsteigehaltestelle Harmoni

Die hohe Reisegeschwindigkeit im TransJakarta-System wird folgendermaßen erreicht:
- Die eigenen Fahrspuren, die ein ungehindertes Vorankommen, unbeeinflusst von restlichen Verkehr, ermöglichen.
- Die Linienführung entlang langer Hauptverkehrsachsen, die wenige Kreuzungen und Kurven aufweisen. Außerdem ist der eigene Fahrweg hier meistens in der Straßenmitte angeordnet, so dass hier auch ein- bzw. ausbiegende Verkehre nicht vorkommen.
- Der Fahrkartenverkauf und die Entwertung findet bereits am Eingang zur Haltestelle statt, so dass hierdurch keine Verlustzeiten im Fahrzeug entstehen.
- Die Haltestellen in Straßenmitte werden in den allermeisten Fällen durch Fußgängerbrücken erschlossen, so dass auch kein Fußgängerverkehr über die Busway-Fahrspuren stattfindet. Fahrtreppen oder Lifte gibt es allerdings so gut wie keine, so dass das System von behinderten Fahrgästen – wenn überhaupt – nur unter erschwerten Umständen genutzt werden kann.
- Hochflurhaltestellen in Kombination mit den busseitigen Türen, die einen Fahrgastwechsel ohne Überwindung eines zeitaufwändigen Höhenunterschieds ermöglichen
- Fahrzeugtüren, die als schnellgängige, zweiflügelige, breite Schiebetüren ausgelegt sind, so dass problemlos zwei Fahrgäste parallel ein- bzw. aussteigen können
- Verzicht auf Klappbretter zwischen Fahrzeug und Bahnsteig, so dass keine Zeit durch das Aus- und Einklappen verloren geht. Allerdings entstehen hierdurch auch manchmal recht breite Spalte zwischen dem Fahrzeug und dem Bahnsteig.
- Ein Fahrzeugbegleiter in jedem Fahrzeug, der neben der Absicherung und Hilfestellung bei Überwindung des Spaltes dafür sorgt, dass die Passagiere erst vollständig hinausgelassen werden und so kein Zeitverlust durch Gedränge im Türbereich entsteht.
- Des Weiteren weist der Fahrzeugbegleiter Fahrgäste ab, wenn der Bus bereits zu voll ist. Hierdurch werden zu lange Haltezeiten vermieden. Meist ist der folgende Bus auch ohnehin bereits in Sichtweite, so dass auch den zurückgelassenen Fahrgästen kein allzu großer Zeitverlust entsteht. Es ist im Allgemeinen sogar so, dass viele Fahrgäste bei Überfüllung gern den nächsten Bus abwarten, um dann als einer der ersten in den nächsten Bus zu gelangen und so einen Sitzplatz zu erhalten.
- Die Fahrgäste, die meist sehr zügig in das Fahrzeug drängeln, um sich einen Sitzplatz zu sichern.
- Die Netzkonfiguration sorgt dafür, dass an den Zwischenhaltestellen ohnehin nicht allzu viel Fahrgastwechsel stattfindet. Hauptsächlich werden die Relationen zwischen den zentralen Haltestellen Stasiun Kota Jakarta bzw. Harmoni und den an den Endstellen gelegenen Busbahnhöfen (Terminals) genutzt, von denen aus der Verkehr durch jeweils mehrere Dutzend Stadtbuslinien weiter in die einzelnen Stadtteile verteilt wird bzw. die Fernbusse nach ganz Java abgehen. An den Zwischenhaltestellen findet hingegen nur wenig Verkehr statt.

### Betriebliche Besonderheiten

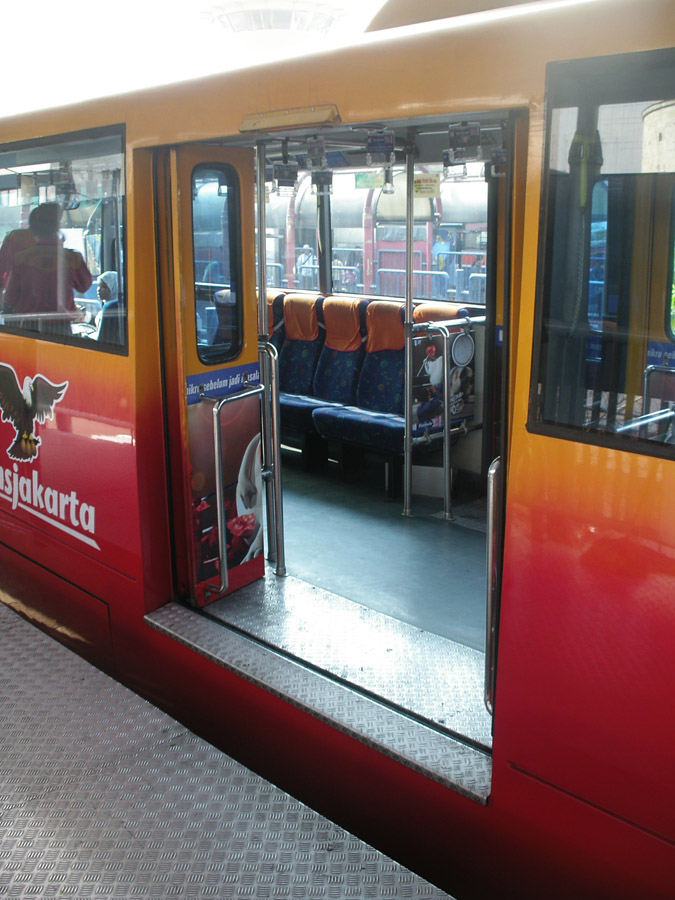
Nicht ungewöhnlich ist ein weiter Spalt zwischen Bahnsteig und Fahrzeug.

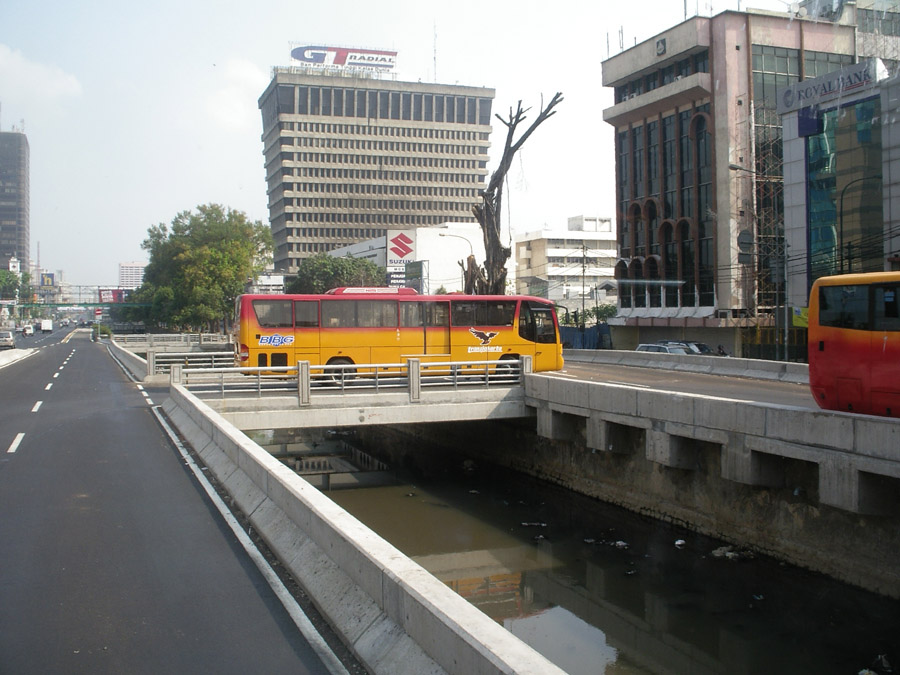
Am Umsteigepunkt Harmoni wenden die Busse über einen Kanal, der zwischen den beiden Busspuren liegt.

Einige Besonderheiten und Kuriosa des TransJakarta-Systems:
- Die Fahrzeuge besitzen jeweils nur eine Türe je Seite. Hierdurch ist zum einen die Haltestellenausstattung weniger aufwändig und zum anderen kann so der Fahrgastwechsel durch nur einen Fahrzeugbegleiter je Bus abgesichert werden.
- Da der zentrale Umsteigepunkt nicht von jeder Linie aus allen Richtungen angefahren wird (siehe Netzplan), kommt es teilweise zu recht merkwürdigen Umsteigekaskaden. Um von Pasar Baru zum Blok M zu gelangen, muss man z. B. zuerst mit der gelben Linie nach Juanda oder Pecenongan fahren, dort in die blaue Linie nach Harmoni umsteigen, um dann dort endlich in die rote Linie zum Blok M zu gelangen. Der Korridor III in Richtung Kalideres ist von Harmoni nicht direkt zu erreichen. Aus diesem Grunde fahren die meisten Fahrgäste mit der gelben Linie zumeist die „Ehrenrunde“ über Pasar Baru, da sie beim direkten Umsteigen in Pecenongan ihren Sitzplatz verlieren würden.
- Die Haltestellen sind in einem wesentlich schlechteren Zustand als die durchweg gepflegten Busse. Hier kommt es z. B. häufig vor, dass die eigentlich vorhandene Klimaanlage nicht funktioniert oder dass die Gummiwülste an der (mit einer Glasschiebetüre abgesicherten) Bahnsteigkante abgerissen sind, so dass der ohnehin bereits vorhandene Spalt zum Fahrzeug hin dann zwangsläufig Weiten von über 20 cm annehmen muss.
- Beim Fahrkartenkauf erhält man eine Chipkarte, die sofort danach an einem Drehkreuz, das den Zugang zur Haltestelle bildet, wieder eingezogen wird. Vermutlich bilden diese Chipkarten den ersten Schritt zum geplanten, zukünftigen integrierten Verkehrssystem von Jakarta, welches weitere TransJakarta-, zwei Monorail- und eine MRT-Linie umfassen soll. Auch sollen die diversen von der indonesischen Staatsbahn betriebenen S-Bahnlinien in das städtische Verkehrssystem integriert werden.
- An den Stellen, wo die Busspuren wieder in die normale Straße münden, stehen teilweise Polizeiposten, die kontrollieren, dass keine Autofahrer regelwidrig diese Spuren nutzen.
- TransJakarta führt eigens Schulungen für Schülergruppen durch. Hierzu werden Sonderbusse eingesetzt, die den sonstigen Fahrgästen nicht zur Verfügung stehen. Ziel dieses Schulungsprogramms ist es, den Schülern die Fahrzeuge an sich, das geordnete Anstellen in einer Reihe und ein zurückhaltendes und den älteren Fahrgästen zuvorkommendes Verhalten beizubringen.

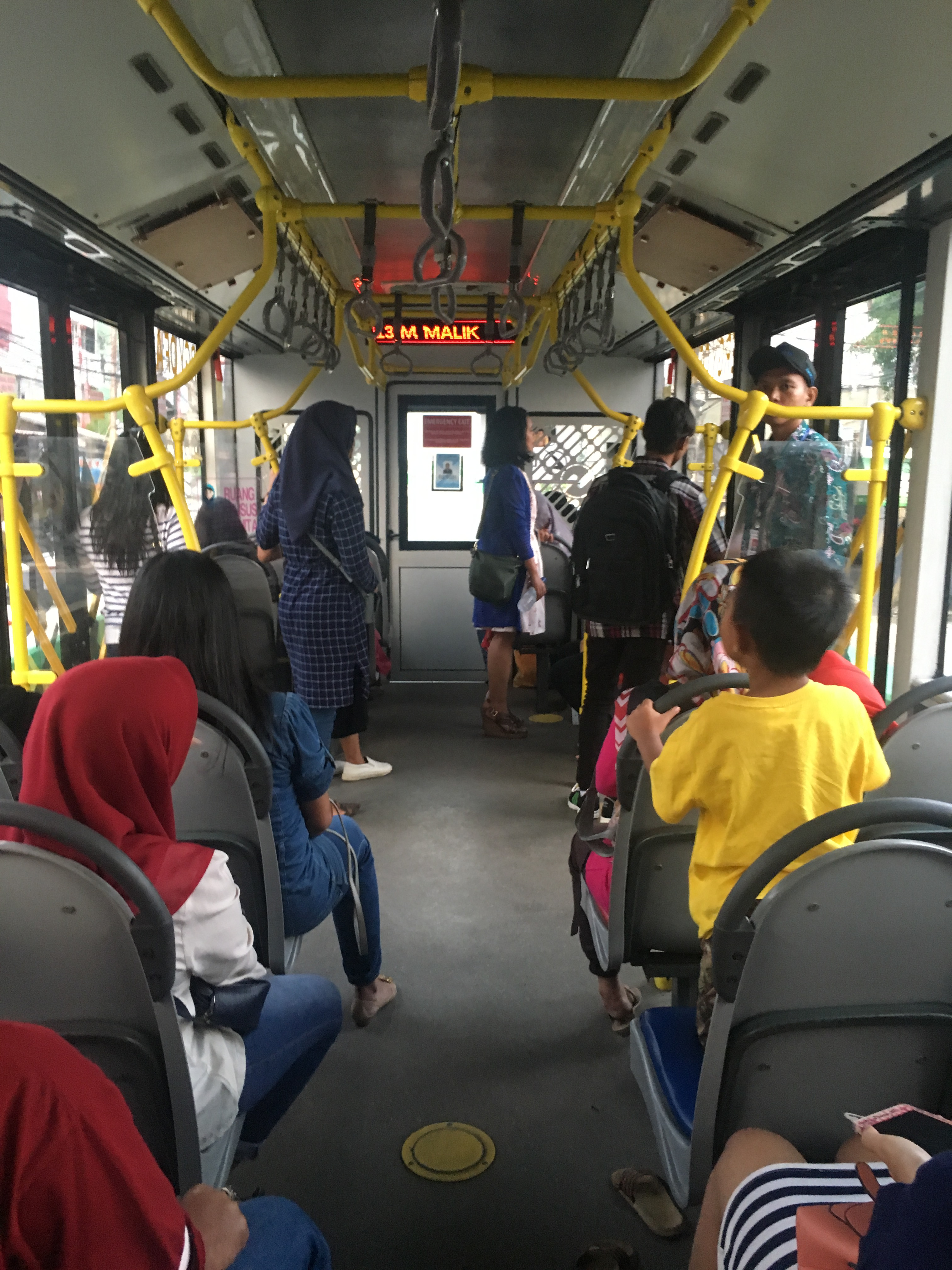
Fahrzeuginnenraum mit Fahrzeugbegleiter im Türbereich.

## Weiterer Systemausbau
Der Abschnitt Ancol – Terminal Kampung Melayu des Korridor V und der Korridor IV sollen bereits am 5. Januar 2007 in Betrieb gehen. Im Endzustand 2010 soll das System dann 15 Korridore umfassen.

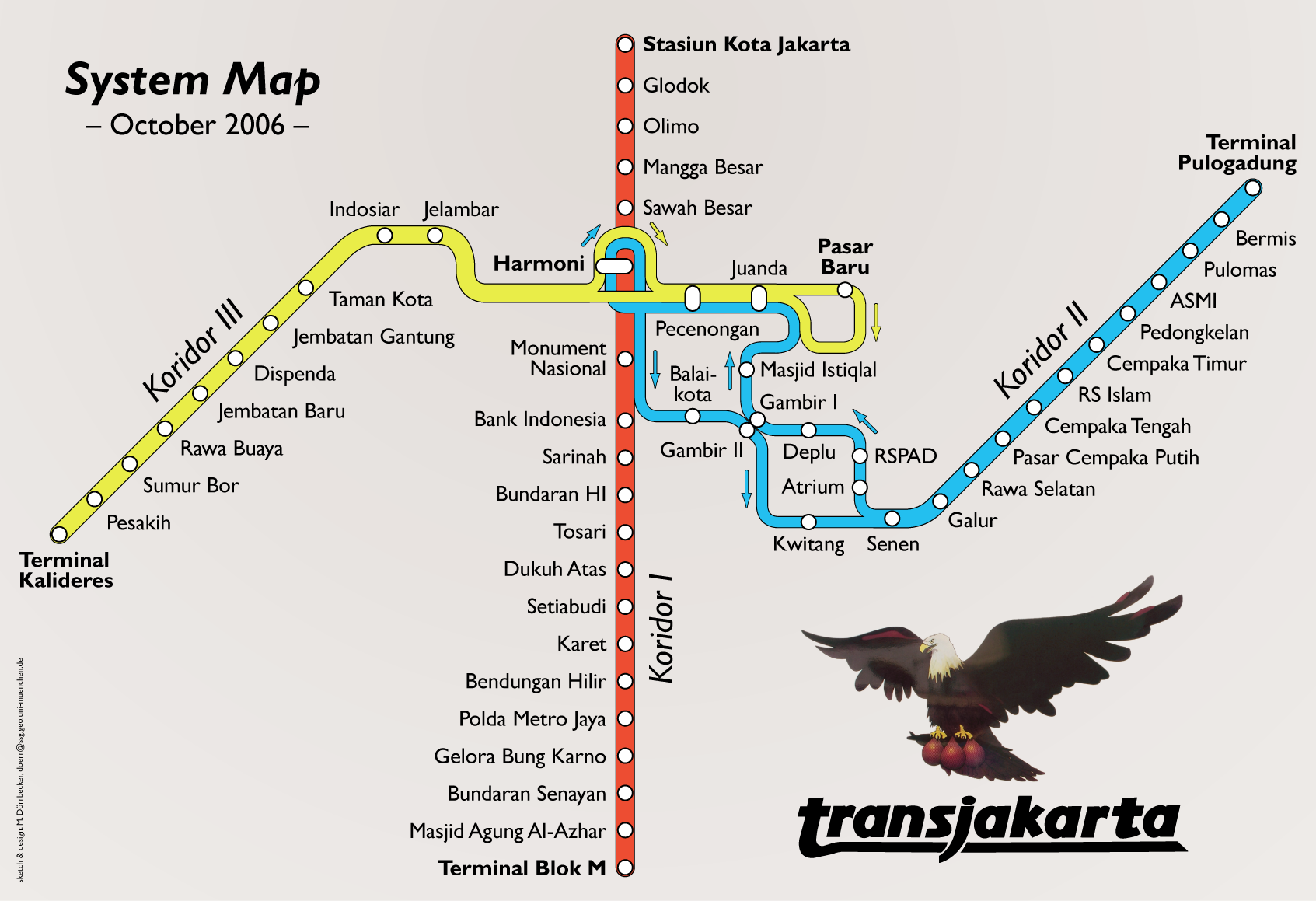
TransJakarta-Netz im Oktober 2006
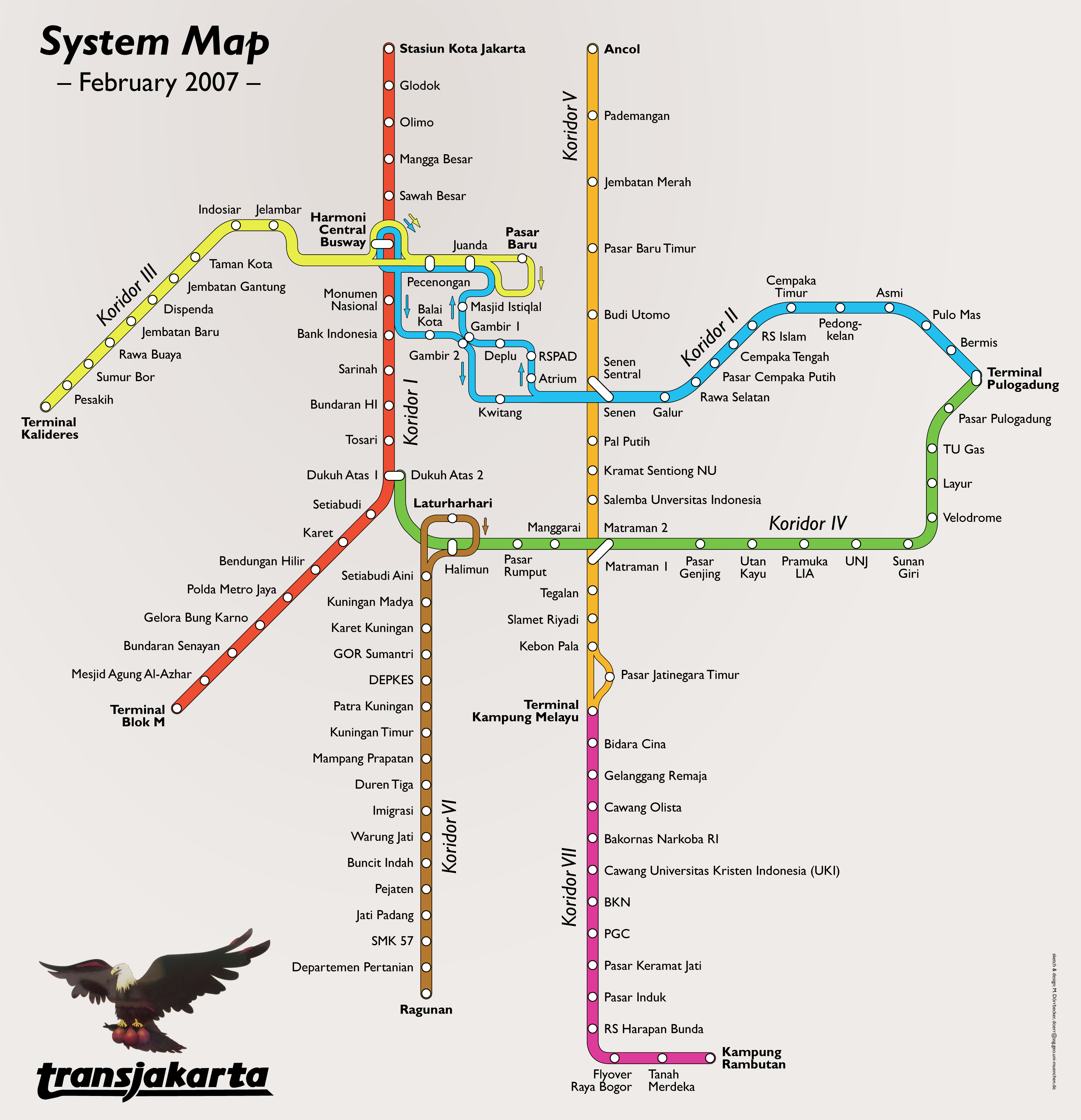
TransJakarta-Netz im Februar 2007
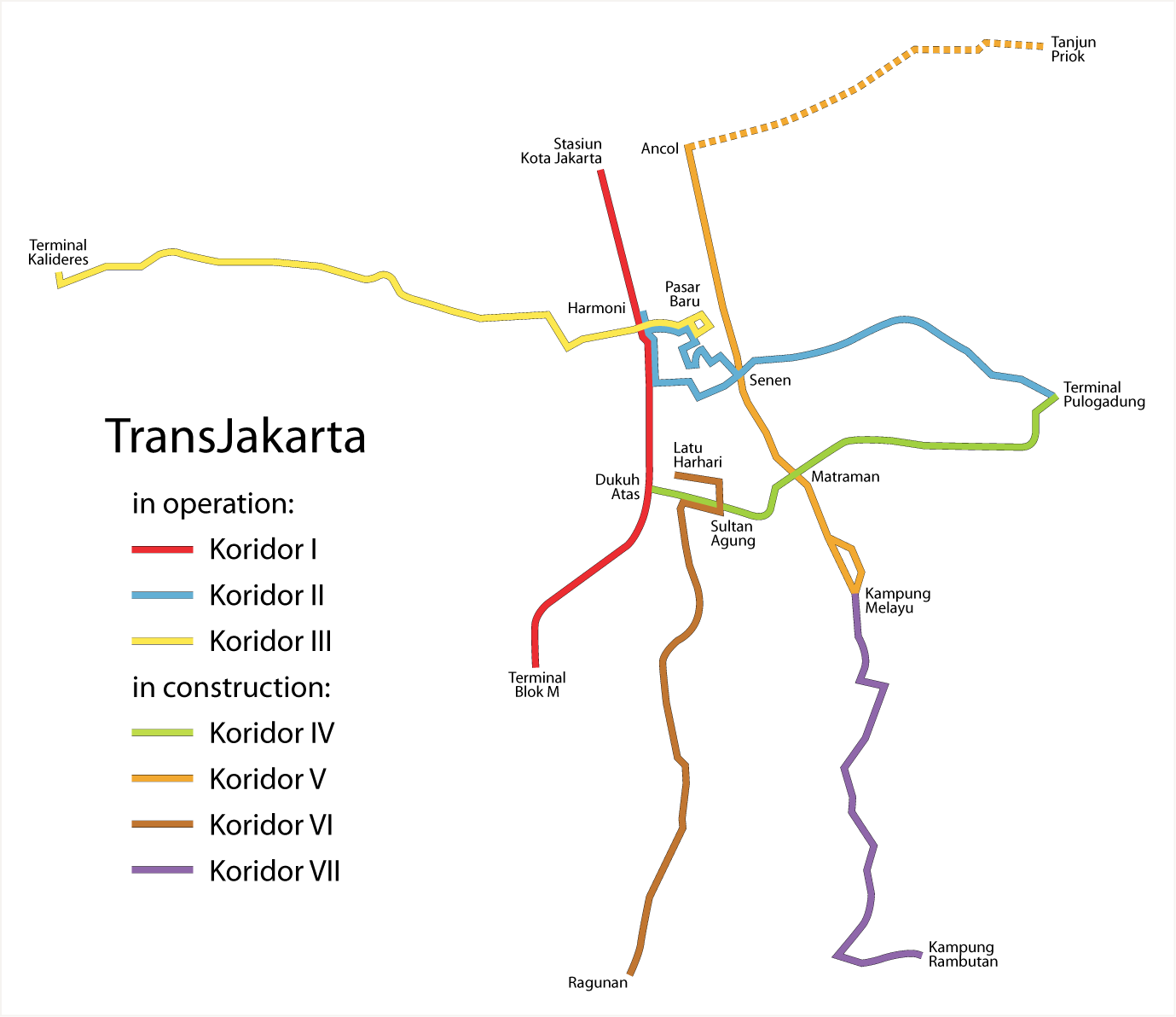
Netztopologie im Februar 2007
TransJakarta-Netz im Februar 2007
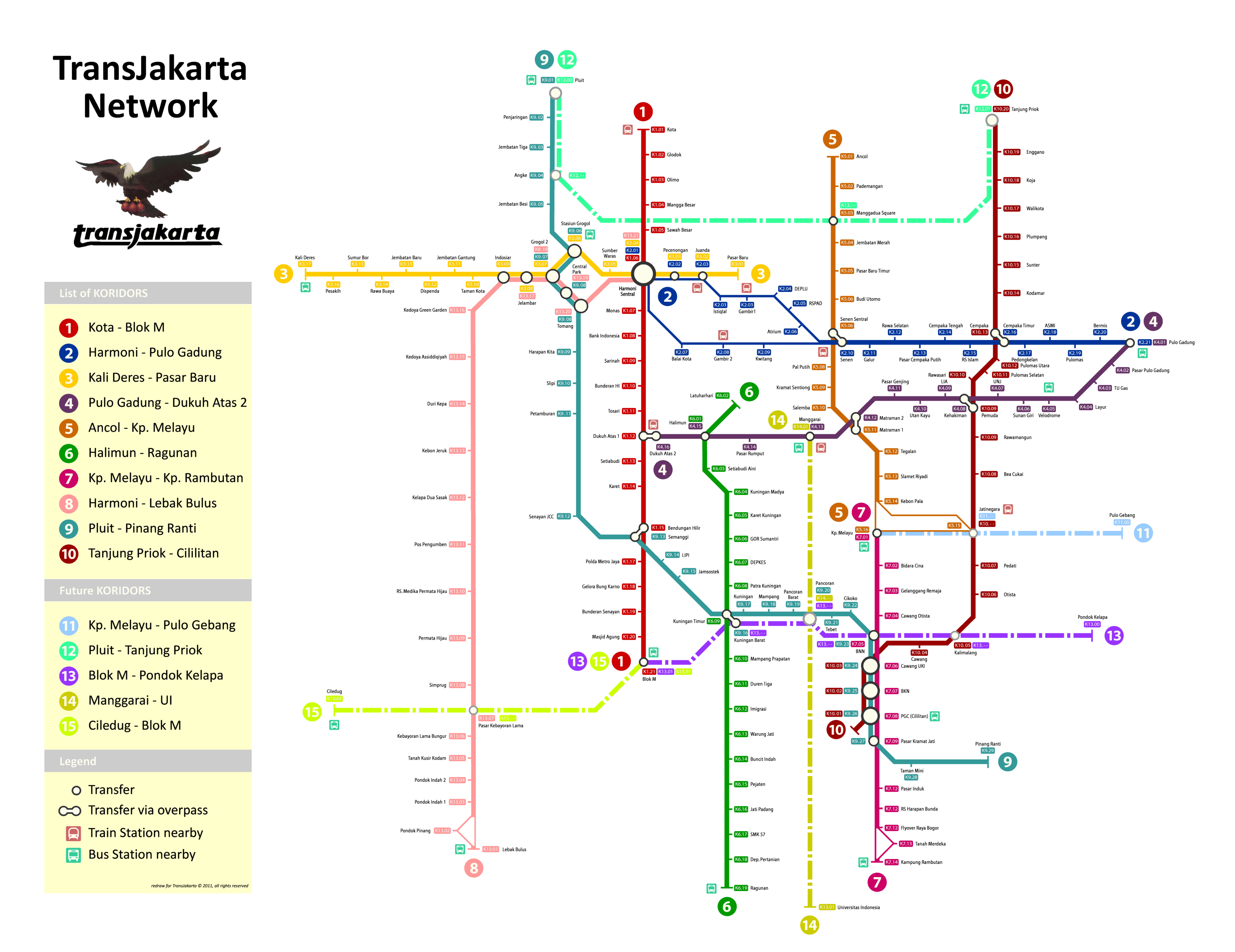
TransJakarta-Netz 2011